# United States Mounted Rangers
United States Mounted Rangers (Förenta Staternas hästjägarkår) var ett beridet jägarförband som verkade i USA 1832-1833.

## Tillkomst
Vid tillkomsten av United States Mounted Rangers saknade Förenta Staterna ett kavallerivapen. Men sedan Santa Fe Trail hade öppnats för regelbunden handel började köpmännen ställa krav på att få militär eskort för sina handelskaravaner. 1829 beordrades därför fyra infanterikompanier från Fort Leavenworth att medfölja som skydd för årets karavan. Under detta företag demonstrerades fotfolkets tydliga underlägsenhet mot de väl beridna comancherna. Senator Thomas Hart Benton från Missouri framlade därför i slutet av 1831 en motion vilken bemyndigade president Andrew Jackson att organisera ett beridet jägarförband av frivilliga till gränsens försvar. Det strax därefter utbrutna Black Hawk-kriget gjorde att propositionen utan svårigheter antogs av kongressen. Att senator Benton inte föreslog att ett reguljärt kavalleriregemente skulle bildas berodde på de attityder till den reguljära armén som fanns inom det demokratiska partiet, där man med misstänksamhet såg på den "aristokratiska" West Point-utbildade officerskåren och istället hyllade medborgarsoldaten som ideal.

## Organisation
Hästjägarkåren organiserades på sex kompanier, nominellt om tre officerare, fyra underofficerare och 100 meniga jägare. Officerare och underofficerare utnämndes direkt från det civila livet. De meniga var härdade jägare, fångstmän och andra personer som var vana med utomhusarbete. De enrollerades för ett år och hade att själv hålla sig med hästar och hästutrustning, vapen och kläder. Som ersättning erhöll de därför en dollar om dagen utöver solden. 

## Insatser
Tre kompanier från hästjägarkåren stationerades i Fort Armstrong, Illinois i efterdyningarna efter Black Hawk-kriget. 
De tre övriga kompanierna placerades vid Fort Gibson i Indianterritoriet. Deras uppdrag var att understödja de federala indianagenter och förhandlare som hade att medla mellan  urinvånare och de indianer från de fem civiliserade nationerna vilka genom Indian Removal Act via Tårarnas väg tvingats bosätta sig i Indianterritoriet. Ett av dessa kompanier omgrupperades sedan till Fort Leavenworth för att eskortera handelskaravaner längs Santa Fe Trail.

## Nedläggning
Hästjägarkåren lades ned efter ett års tjänst när bataljonens enrolleringstid gick ut. Hästjägarna hade visat sig disciplinlösa och deras jaktskjortor av läder blivit så nedsmutsade under tjänstgöringen att civila och indianer inte kunde skilja dem från vanliga milismän. När krigsministern Lewis Cass rapporterade till kongressen, att en hästjägarbataljon kostade mer för skattebetalarna än ett dragonregemente så var det lätt för kongressen att fatta beslut om att bilda ett reguljärt kavalleriregemente som skulle överta hästjägarkårens uppgifter. Hästjägarkårens chef major Henry Dodge blev överste och chef för det nya dragonregementet.